# Schöffengrund
Schöffengrund est une municipalité allemande située dans l'arrondissement de Lahn-Dill et dans le land de la Hesse. Elle se trouve au sud de Wetzlar.

## Personnalités liées à la ville
- Johann Conrad Füssli (1704-1775), historien né à Oberwetz.

## Jumelages
La commune de Schöffengrund est jumelée avec :
- Chauray (France) depuis 1990 ;
- Langewiesen (Allemagne) depuis 1991.

## Source, notes et références
1. ↑  « Partnergemeinden Schöffengrund » Site web de la commune de Schöffengrund, consulté le 31 mars 2017.